# 科尔温城堡
科尔温城堡（羅馬尼亞語：Castelul Corvinilor），也称匈雅提城堡（羅馬尼亞語：Castelul Huniazilor）或胡内多阿拉城堡（羅馬尼亞語：Castelul Hunedoarei），是位於羅馬尼亞胡內多阿拉市的一座城堡，由匈雅提·亚诺什下令建造。“科尔温”得名于匈雅提家族的纹章，意思是乌鸦。科尔温城堡是歐洲規模最大的城堡之一，並且被選為羅馬尼亞七大奇蹟。

## 外部連結
- Information and images at Historical Text Archive

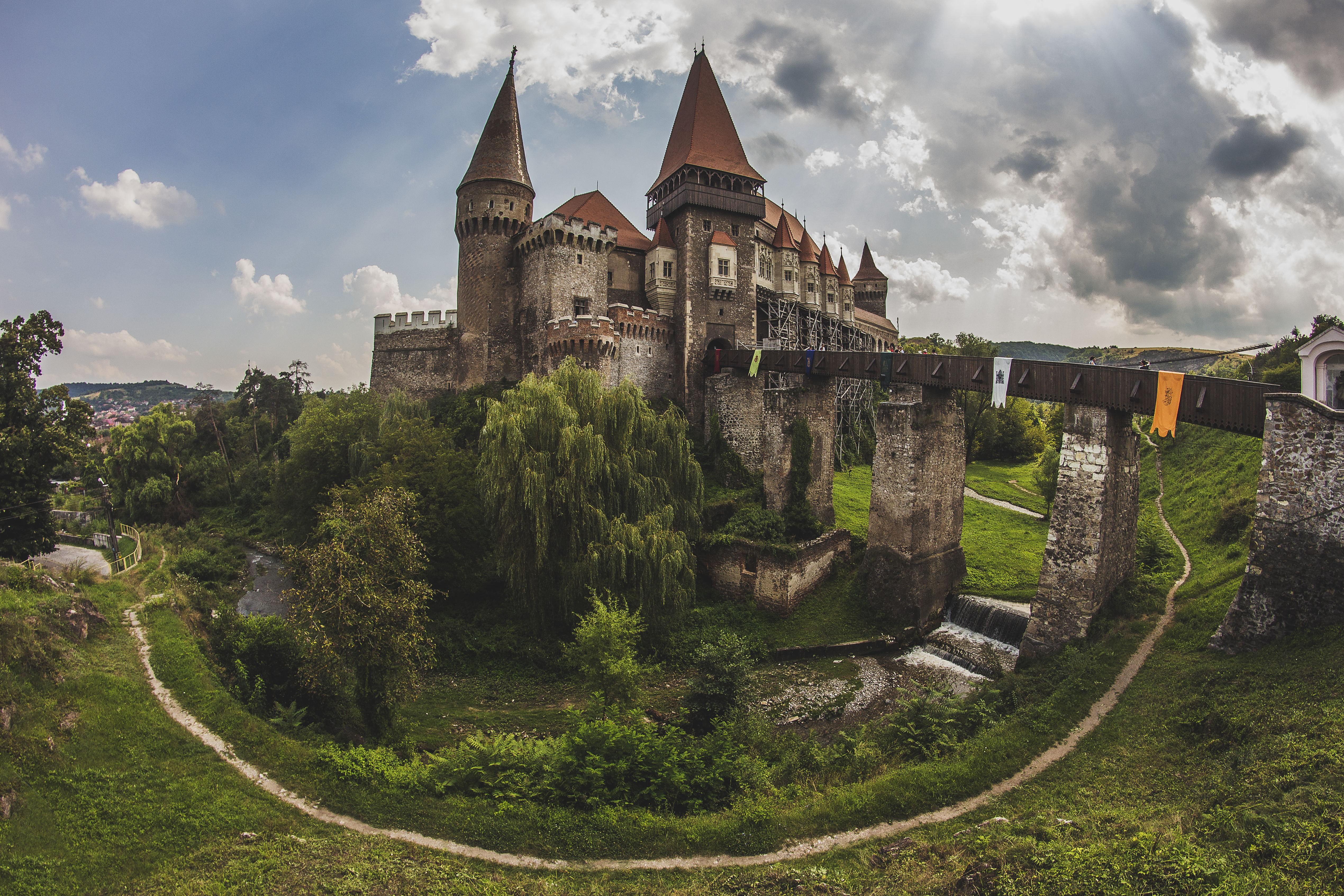

- Information and images about Corvin Castle at Castelul Corvinilor （页面存档备份，存于）